# Blue (The Mission)
Blue è considerato il settimo album in studio del gruppo gothic rock britannico The Mission, pubblicato nel 1996.

## Tracce
1. Coming Home – 2:47
2. Get Back to You – 4:27
3. Drown In Blue – 4:38
4. Damaged – 4:50
5. More Than This – 4:39
6. That Tears Shall Drown the Wind – 5:23
7. Black & Blue – 2:07
8. Bang Bang – 4:18
9. Alpha Man – 4:33
10. Cannibal – 4:15
11. Dying Room – 3:54
12. Evermore & Again – 5:34